# Dorothy Gish
Dorothy Gish, właśc. Dorothy Elizabeth Gish (ur. 11 marca 1898 w Dayton, zm. 4 czerwca 1968 w Rapallo) – amerykańska aktorka, siostra Lillian Gish.

## Filmografia
- 1921: Dwie sieroty
- 1963: Kardynał